# Баваниште
Баваниште је насељено место у јужном Банату на територији општине Ковин, јужнобанатски округ, Војводина. Становника има 5.082 према попису из 2022. године. Надморска висина је 82 м. Основна привредна грана је пољопривреда. Најважнија делатност је ратарска производња укључујући и узгој лековитог биља.

## Историја
У току историје, Баваниште мења своје име неколико пута
- 1412. — 1420. Балванис, Balvanus
- 1717. — Балваниште
- 1766. — Баваниште
- 1911. — мађ. Homokbälvänyos
- 1918. – Баваниште

Помиње се у почетку XV века као пустара, која је припадала Ковину (Kewy). Године 1412. даровао је краљ Зигмунд опет вароши Ковину. Насеље је 1428, 1438, и 1440. године још у поседу Ковина.
Баваниште спада у ред старих насеља јужног Баната па и читаве Војводине. Први пут се спомиње 1412. године када се јавља под називом пустара Болванис. Припадало је ковинској жупанији. Године 1428. забележено је као насеље. Покоравањем Баната од стране Турака Баваниште је опустело. Године 1660. на карти су забележена два насеља: Велико и Мало Баваниште. Велике промене (сеобе, ратови, болести) током 18. века битно су утицале на даљи развој Баваништа. На картама 1723. и 1761. године се оба насеља означавају као ненасељена. Међутим, како се насеље одликовало плодним земљиштем, Аустрија је одлучила да се подигне и обнови Баваниште. Тако се 1766. године у Баваниште досељавају Срби претежно из Ковина, Гаја и Дубовца.
Аустријски царски ревизор Ерлер је 1774. године констатовао да место припада Панчевачком дистрикту. Село има милитарски статус а становништво је било претежно српско. Број становника у Баваништу је доста варирао. Када је 1797. године пописан православни клир Темишварске епархије у месту је било шест свештеника. Пароси, поп Пантелејмон Радивојевић (рукоп. 1762), поп Јанко Димитријев (1769), поп Јелисеј Милорадов (1788), поп Пантелејмон Милорадов (1762), поп Михаил Стојанов (дошао 1788. из Пожаревца; рукоп. 1780) и ђакон Арсеније Радивојев (1796).
Био је 1845. године лајтант у месту Александар Андрић, писац, издавач и новинар. Систематски попис се води од 1869. године.
Узроци варирања броја становника су вишеструки. Током 19. века становништво је смањено због колере и других заразних болести, затим због миграција, а у 20. веку због ратова, миграција и економских проблема. Највећи број становника 6.836 забележен је 1910. године.
Баваништанац Павел Хаџи Стојановић је 1781. године био на поклоничком путовању у Свету Земљу - Јерусалим. Оставио је путописне белешке у једној рукописној књижици, са тог хаџилука које је објавио 1843. године будимски српски лист. Хаџија своје записе почиње речима: О чуда и лепоте превелике! Такође је из Јерусалима послао два писма својим ближњим у Банату. Хаџи Павел је 1766. године у свом дому угостио аустријског цара Јосифа II током његовог путовања ради визитације државе. Тог дана се родио домаћину син Васа, којем је цар том приликом даровао 12 дуката. Сведочанство свог деде сачувао је унук Петар Хаџи Стојановић.
Године 1768. оснива се Црквена парохија, 1772. године помиње се школа, а нова црква подиже се 1778. године. Грунтовне књиге Баваниште је добило 1809. године. Прва наменска зграда за потребе школе подигнута је 1831. са две учионице и два учитељска стана. Недељне пијаце одржавале су се редовно од 1854. године, а званичну пијацу добија 1859. Државну пошту добија 1868. године. Школску библиотеку добија 1879, читаоницу 1888, апотеку 1892. године када је избушен и први артешки бунар. „Вероисповедаоно забавиште за децу млађу од 6 година“ добило је 1894. године. Исте године изграђена је пруга Ковин — Владимировац — Вршац и отворена је железничка станица.
Популација кроз историју
| Година     | 1869. | 1880. | 1890. | 1900. | 1910. | 1921. |
| Становника | 6.120 | 5.613 | 5.988 | 6.680 | 6.836 | 6.025 |
| Срба       | ?     | ?     | ?     | ?     | ?     | 5.825 |
| Румуна     | ?     | ?     | ?     | ?     | ?     | 3     |
| Немаца     | ?     | ?     | ?     | ?     | ?     | 238   |
| Мађара     | ?     | ?     | ?     | ?     | ?     | 33    |

## Демографија
У насељу Баваниште живи 4.769 пунолетних становника, а просечна старост становништва износи 38,8 година (37,0 код мушкараца и 40,5 код жена). У насељу има 1.884 домаћинства, а просечан број чланова по домаћинству је 3,09.
Ово насеље је углавном насељено Србима (према попису из 2002. године).
|  |

| Демографија | Демографија | Демографија |
| Година      | Становника  | Становника  |
| ----------- | ----------- | ----------- |
| 1948.       | 5.805       |             |
| 1953.       | 6.053       |             |
| 1961.       | 6.133       |             |
| 1971.       | 6.322       |             |
| 1981.       | 6.412       |             |
| 1991.       | 6.517       | 6.258       |
| 2002.       | 6.106       | 6.604       |
| 2011.       | 5.820       |             |

| Етнички састав према попису из 2002.‍ | Етнички састав према попису из 2002.‍ | Етнички састав према попису из 2002.‍ | Етнички састав према попису из 2002.‍ | Етнички састав према попису из 2002.‍ |
| ------------------------------------ | ------------------------------------ | ------------------------------------ | ------------------------------------ | ------------------------------------ |
|                                      |                                      |                                      |                                      |                                      |
| Срби                                 | Срби                                 |                                      | 5.457                                | 89,37%                               |
| Роми                                 | Роми                                 |                                      | 411                                  | 6,73%                                |
| Мађари                               | Мађари                               |                                      | 37                                   | 0,60%                                |
| Македонци                            | Македонци                            |                                      | 36                                   | 0,58%                                |
| Румуни                               | Румуни                               |                                      | 16                                   | 0,26%                                |
| Југословени                          | Југословени                          |                                      | 16                                   | 0,26%                                |
| Муслимани                            | Муслимани                            |                                      | 9                                    | 0,14%                                |
| Хрвати                               | Хрвати                               |                                      | 8                                    | 0,13%                                |
| Словаци                              | Словаци                              |                                      | 5                                    | 0,08%                                |
| Бугари                               | Бугари                               |                                      | 5                                    | 0,08%                                |
| Украјинци                            | Украјинци                            |                                      | 2                                    | 0,03%                                |
| Словенци                             | Словенци                             |                                      | 2                                    | 0,03%                                |
| Немци                                | Немци                                |                                      | 2                                    | 0,03%                                |
| Чеси                                 | Чеси                                 |                                      | 1                                    | 0,01%                                |
| Русини                               | Русини                               |                                      | 1                                    | 0,01%                                |
| непознато                            | непознато                            |                                      | 33                                   | 0,54%                                |

| Година пописа     | 1948. | 1953. | 1961. | 1971. | 1981. | 1991. | 2002. |
| ----------------- | ----- | ----- | ----- | ----- | ----- | ----- | ----- |
| Број домаћинстава | 1.553 | 1.644 | 1.689 | 1.752 | 1.884 | 1.937 | 1.884 |

| Број чланова      | 1   | 2   | 3   | 4   | 5   | 6   | 7  | 8 | 9 | 10 и више | Просек |
| ----------------- | --- | --- | --- | --- | --- | --- | -- | - | - | --------- | ------ |
| Број домаћинстава | 332 | 408 | 319 | 415 | 227 | 122 | 40 | 8 | 6 | 7         | 3,24   |

| Пол    | Укупно | Неожењен/Неудата | Ожењен/Удата | Удовац/Удовица | Разведен/Разведена | Непознато |
| ------ | ------ | ---------------- | ------------ | -------------- | ------------------ | --------- |
| Мушки  | 2.478  | 815              | 1.447        | 133            | 72                 | 11        |
| Женски | 2.549  | 519              | 1.460        | 478            | 88                 | 4         |
| УКУПНО | 5.027  | 1.334            | 2.907        | 611            | 160                | 15        |

| Пол    | Укупно                    | Пољопривреда, лов и шумарство | Рибарство                            | Вађење руде и камена | Прерађивачка индустрија       |
| ------ | ------------------------- | ----------------------------- | ------------------------------------ | -------------------- | ----------------------------- |
| Мушки  | 1.504                     | 646                           | 0                                    | 1                    | 348                           |
| Женски | 810                       | 378                           | 0                                    | 1                    | 95                            |
| УКУПНО | 2.314                     | 1.024                         | 0                                    | 2                    | 443                           |
| Пол    | Производња и снабдевање   | Грађевинарство                | Трговина                             | Хотели и ресторани   | Саобраћај, складиштење и везе |
| Мушки  | 17                        | 89                            | 122                                  | 17                   | 69                            |
| Женски | 1                         | 7                             | 126                                  | 22                   | 10                            |
| УКУПНО | 18                        | 96                            | 248                                  | 39                   | 79                            |
| Пол    | Финансијско посредовање   | Некретнине                    | Државна управа и одбрана             | Образовање           | Здравствени и социјални рад   |
| Мушки  | 1                         | 31                            | 57                                   | 28                   | 23                            |
| Женски | 2                         | 17                            | 13                                   | 37                   | 72                            |
| УКУПНО | 3                         | 48                            | 70                                   | 65                   | 95                            |
| Пол    | Остале услужне активности | Приватна домаћинства          | Екстериторијалне организације и тела | Непознато            | Непознато                     |
| Мушки  | 24                        | 6                             | 0                                    | 25                   | 25                            |
| Женски | 7                         | 7                             | 0                                    | 15                   | 15                            |
| УКУПНО | 31                        | 13                            | 0                                    | 40                   | 40                            |

- Артески бунар, Баваниште
- Баваниште на разгледници
- Продавница у Баваништу